# نارینه مکرتچیان
نارینه مکرتچیان ( انگلیسی: Narine Mkrtchyan؛ زادهٔ ۱۹۶۰) کارگردان فیلم، فیلم‌نامه‌نویس و تدوین فیلم اهل ارمنستان است. وی از سال میلادی تاکنون مشغول فعالیت بوده است.

## زندگی‌نامه
وی در ۱۹۶۰ به دنیا آمد و از دانشگاه دولتی ایروان (۱۹۸۱) فارغ‌التحصیل گشت. آرسن آزاتیان همسر وی می‌باشد.